# Special Operations Executive
Lo Special Operations Executive (SOE) fu un'organizzazione britannica operante durante la seconda guerra mondiale.
“Ed ora incendiate l'Europa” (and now set Europe ablaze). Con queste parole, il 19 luglio 1940, il primo ministro britannico Winston Churchill autorizzava la creazione dello Special Operations Executive o SOE (l'Esecutivo Operazioni Speciali). Esso, secondo le parole di Churchill, avrebbe dovuto incendiare l'Europa col sabotaggio e la sovversione dietro le linee tedesche.

## Storia
La vicenda del SOE fa parte della storia segreta della seconda guerra mondiale. Partendo da Londra, dal Cairo, da Algeri, e in un secondo tempo anche da Brindisi e Bari, agenti segreti particolarmente addestrati presero terra in diversi paesi dell'Europa lanciandosi con il paracadute, scendendo da piccoli aerei o sbarcando da sommergibili e motoscafi.
Il loro compito consisteva nel collaborare con la resistenza e i gruppi partigiani, nell'organizzare e addestrare volontari decisi a disturbare ovunque gli invasori nazisti, nel distruggere strade, ferrovie e linee di telecomunicazione, nel distribuire armi, munizioni ed esplosivi che aerei britannici e americani paracadutavano su campi segretamente approntati dai militanti della resistenza.
Per quattro anni questi agenti segreti, braccati giorno e notte dalla Gestapo, non cessarono un attimo, dalla Norvegia ai Paesi Bassi, dalla Francia all'Italia, dalla Iugoslavia alla Grecia, la loro rischiosa attività. Molti vennero catturati e messi a morte nei campi di concentramento dei tedeschi. Nel 1941 il capo della SOE fu il colonnello Maurice Buckmaster. A partire dal 1943 furono stabilite basi del SOE a Bengasi, quindi a Monopoli presso Bari, al castello Mola di Bari e a Torre a Mare. Da queste basi segrete molti agenti partirono per infiltrarsi non solo nei territori dell'Italia settentrionale ancora occupati dai tedeschi, ma anche in Iugoslavia, in Albania, in Grecia, nelle isole del Dodecaneso, in Bulgaria, in Romania, in Ungheria, in Austria e nel cuore della stessa Germania.
Dopo l'entrata in guerra degli Stati Uniti, il generale “Wild Bill” Donovan creò un organismo analogo, l'OSS (Office of Strategic Services, padre dell'attuale CIA), i cui agenti furono addestrati da membri del SOE. Ma mentre le vicende degli agenti americani – relativamente pochi e “ultimi arrivati” – sono state narrate innumerevoli volte dopo la guerra, le autorità britanniche ritennero in un primo tempo che i segreti degli agenti del SOE dovessero restare tali. Una delle ragioni del divieto alla pubblicazione delle attività del SOE è forse dovuta al fatto che gravi errori furono commessi al quartier generale di Londra, errori che causarono, per esempio, l'infiltrazione dei servizi di controspionaggio dell'Abwehr e della Gestapo in tutti i posti radio allestiti nei Paesi Bassi e la cattura della maggior parte degli agenti britannici lì dislocati, più di cinquanta dei quali vennero in seguito messi a morte. Non pochi disastri si verificarono anche in Francia. Tuttavia non mancarono notevoli successi: importanti fabbriche di materiale bellico e di aeroplani vennero distrutte; centrali elettriche, installazioni ferroviarie, strade strategiche e impianti petroliferi furono fatti saltare in aria da sabotatori del SOE e dai loro collaboratori della resistenza; questi successi, contribuirono in larga misura all'avanzata delle truppe di Eisenhower e Montgomery dopo lo sbarco in Sicilia, Normandia e Francia meridionale.

## Caratteristiche
Lo Special Operations Executive fu creato nel più assoluto segreto ed ha rappresentato uno dei tre pilastri della strategia offensiva della Gran Bretagna per tutta la prima metà del secondo conflitto mondiale. Tale strategia era basata sul convincimento, rivelatosi errato, che la sconfitta del nemico tedesco sarebbe potuta avvenire anche senza lo scontro diretto sul continente. La Gran Bretagna, ancora lontana dall'aver ultimato il suo riarmo, aveva impostato la sua strategia offensiva su tre pilastri militari principali: il blocco economico; i bombardamenti aerei di obiettivi economici ritenuti strategici; il sabotaggio e la guerriglia fomentata da agenti speciali sparsi su tutto il continente europeo.
Dalla seconda metà della seconda guerra mondiale, ossia dopo l'entrata in guerra degli Stati Uniti nel dicembre del 1941, tale strategia venne completamente rivoluzionata grazie all'enorme e determinante contributo militare e umano che gli USA furono capaci di garantire ai loro alleati. Il SOE da questo momento in poi non cessò certo di operare. Anzi, l'enorme rete di agenti ormai sparsi per il continente venne incaricata anche di aumentare il valore del ruolo dei gruppi di resistenza presenti un po' in ogni paese europeo occupato, per favorire e coadiuvare le operazioni militari decise dall'Alto Comando Interalleato. Il SOE doveva organizzare operazioni di sabotaggio in maniera tale da favorire un eventuale sbarco alleato, creare dei diversivi che avrebbero ingannato i paesi dell'Asse costringendoli a disperdere le loro forze armate in tutti i territori occupati, appoggiare le operazioni militari alleate sul Continente.
È il caso della Grecia, dove il SOE riuscì con diversi attentati a far credere ai tedeschi che gli Alleati si stessero preparando ad invadere il continente dalla penisola balcanica. Questi attentati, invece, erano solamente indirizzati a distogliere l'attenzione tedesca dal reale obiettivo alleato, il meridione dell'Italia. Il risultato, unito ad altre operazioni diversive, fu nel sud della penisola balcanica, senza che esse potessero essere utilizzate contro gli Alleati nella penisola italiana.
Nel 1944, la sezione francese del SOE si occupò di appoggiare e favorire il successo del D-Day, pagando un caro prezzo in perdita di vite umane.

## Dibattito
Il segreto di stato imposto dalle autorità del Regno Unito sull'intera documentazione, mantenuto fino al 1997, non aveva permesso agli storici di studiare in quale misura il SOE avesse contribuito alla vittoria degli Alleati sui paesi dell'Asse. È il caso, ad esempio, delle numerose accuse più volte indirizzate al SOE, riguardanti l'aver sostenuto, foraggiato e fomentato gruppi di resistenza di ispirazione comunista e di aver contribuito, con tale sostegno, all'avvento di regimi comunisti nell'immediato secondo dopoguerra. Il contributo del SOE nell'area balcanica, ad esempio, si presta decisamente ad un'analisi particolareggiata dell'operato degli agenti speciali di Sua Maestà. Lo studio sul contributo del SOE ai gruppi di resistenza iugoslavi (serbi), greci e albanesi rappresenta sicuramente un'eccezionale opportunità di analisi sulle reali responsabilità che i servizi segreti britannici ebbero nel favorire l'instaurazione dei regimi comunisti del maresciallo Tito in Iugoslavia e di Enver Hoxha in Albania.
Le attività del SOE, dettate da obiettivi militari di breve periodo (ossia vincere la guerra), erano in forte contrasto con quelle di lungo periodo e più propriamente politiche del Foreign Office. Dall'analisi svolta si evidenzia con chiarezza quanto il SOE garantisse il suo aiuto militare a tutti quei gruppi che avessero dato maggiori garanzie di uccidere il maggior numero di tedeschi. Poco importava, perciò, di quale ispirazione politica fossero. In questa ottica, quindi, il SOE era in perfetta armonia con i capi di stato maggiore britannici, al contrario di ciò che avveniva con l'establishment del Foreign Office. Tale dicastero, invece, era molto più preoccupato di quale sarebbe stato l'equilibrio politico diplomatico nel periodo successivo alla fine della guerra e quali sarebbero state le conseguenze per la Gran Bretagna qualora si fosse resa corresponsabile dell'avvento di regimi comunisti in paesi fino ad allora monarchici ed alleati di Sua Maestà. Il SOE, favorendo tali regimi comunisti in alcuni paesi balcanici, ha delle precise responsabilità politiche e militari.
Un importante riconoscimento che va attribuito al SOE è che armando i gruppi di resistenza, lo Special Operations Executive ha permesso ai paesi balcanici di potersi liberare dal giogo nazista con l'ausilio delle loro sole forze. Al ritiro delle truppe naziste, infatti, i gruppi partigiani, iugoslavi e albanesi, furono in grado di rioccupare militarmente i propri paesi senza aspettare l'aiuto dell'Armata Rossa, come invece avvenne per il resto dell'Europa orientale, con la conseguente occupazione sovietica. Questa situazione ha permesso a questi due paesi, Iugoslavia e Albania, di seguire una politica indipendente rispetto a Mosca per tutto il periodo della Guerra Fredda.